# جویجان
روستای جویجان (جگون) یکی از روستاهای منطقه جاوید واقع در تنگ لَلَه شهرستان نورآباد ممسنی، استان فارس است.